# Misericordia

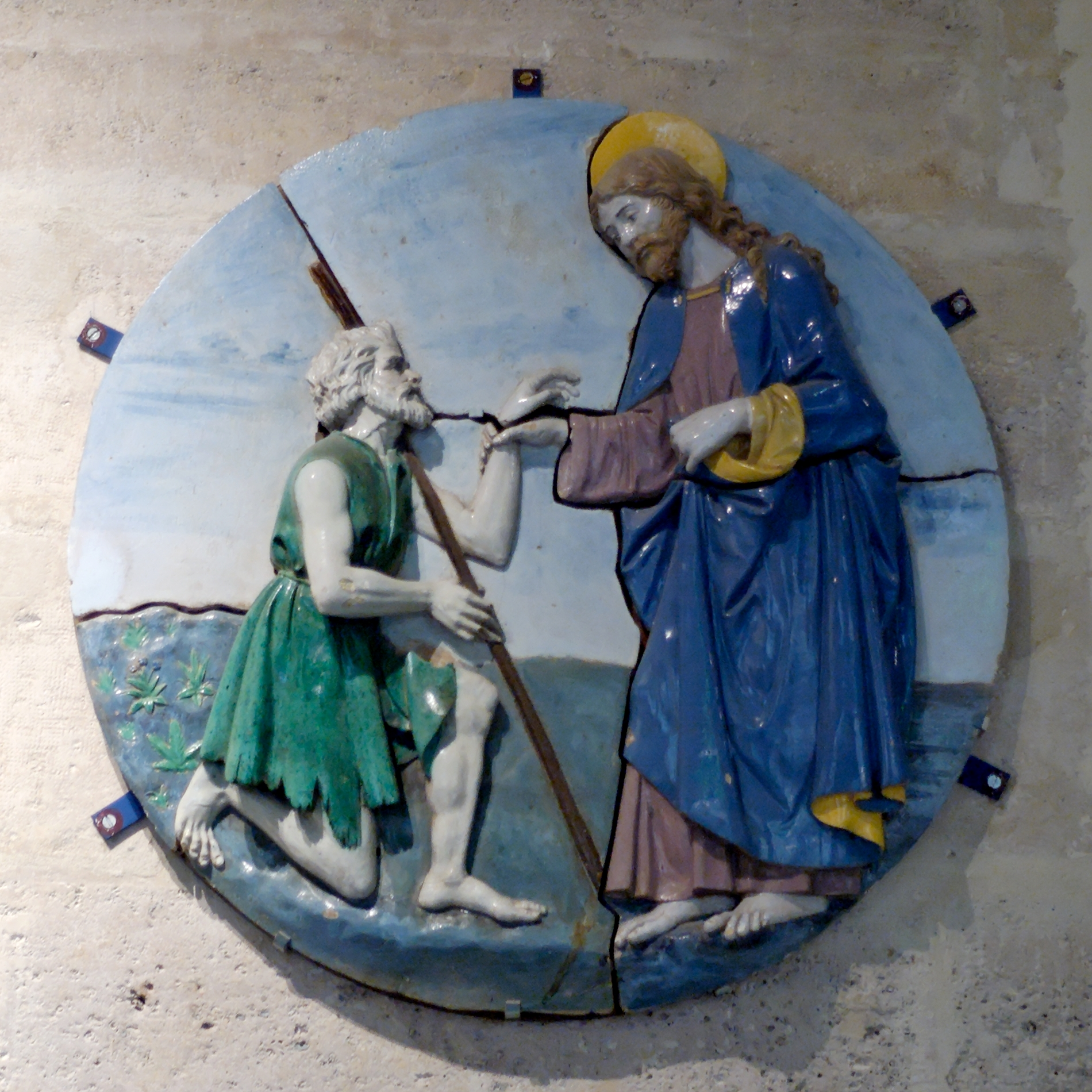
Luca Della Robbia, Cristo conforta un poveruomo, 1493 ca, Museo del Louvre

La misericordia è un sentimento generato dalla compassione per la miseria altrui (morale o spirituale). Tale termine deriva dal latino misericors (genitivo misericordis) e da misereor (ho pietà) e cor -cordis (cuore); cfr.  miserère: abbi misericordia. È una virtù morale tenuta in grande considerazione dall'etica cristiana e si concretizza in opere di pietà o, appunto, di misericordia.

## Nella Bibbia
- In ebraico misericordia è hesed e ha le sue radici nell'alleanza tra due parti e nella conseguente solidarietà di una parte verso quella in difficoltà. Nel Nuovo Testamento la misericordia ha un diverso significato e si usano varie parole per definirla.
- In greco eleos indica il sentimento di intima commozione, la compassione, la pietà, il contrario dell'invidia per la fortuna del prossimo. Spesso si unisce al timore di essere colpito dai medesimi mali. In Aristotele, il timore e la compassione nella tragedia operano la purificazione, cioè la catarsi. Nei Vangeli la richiesta di essere misericordiosi si trova bene sviluppata nella parabola del Buon Samaritano (Luca 10, 37). Altri esempi in Luca 1, 58 (il Signore aveva manifestato verso di lei (Elisabetta) la sua misericordia, tos eleos autou) e in Marco 10, 47-48 (il cieco di Gerico grida: Gesù figlio di David abbi pietà di me!, eleeson me). Gesù afferma anche Beati i misericordiosi perché otterranno misericordia! (eleemones e eleethèsontai, Matteo 5, 7). È il soccorso dell'uomo verso il prossimo, l'elemosina disinteressata. Gesù critica la ricerca della pubblica lode e della conferma di sé nell'atto di fare elemosina (elemosinen, Matteo 6, 1-4). San Paolo vuole essere considerato uno che ha ottenuto misericordia da Dio (I Timoteo 1.3.16).
- Un altro termine usato nei Vangeli è oiktirmòs che indica con una sfumatura diversa il sentimento di compassione di fronte alle sventure del prossimo. Dio Padre della Misericordia (o patèr ton oiktirmon = padre delle compassioni, si trova in II Corinti 1,3).
- Infine splanchna rappresenta la sede dei sentimenti: le viscere e il cuore, considerati il luogo delle passioni istintuali: ira, desiderio, amore. Fino dai tempi di Sofocle la parola aveva assunto il significato traslato di compassione. Anche Gesù sente lo stringersi del cuore di fronte alla miseria umana: E Gesù, essendo mosso a compassione (Marco 1,40, splanchnisteis); ... fu mosso a compassione ( 6, 34, esplanchniste). San Paolo in II Corinti 6, 12 scrive: ma è nel vostro cuore che siete alle strette (stenochoreisthe en tois splanchnois ymon).

- Foeneratur Domino qui miseretur pauperis - chi dà a un povero presta a Dio - è un'esortazione del Libro dei Proverbi, XIX, 17.

## Influenza culturale
Misericordia è il nome di numerose confraternite e arciconfraternite cattoliche derivate da quella fiorentina e dedite all'assistenza dei bisognosi. Tra queste, la Venerabile Arciconfraternita della Misericordia fu fondata a Firenze nel secolo XIII durante l'epidemia di peste, ed è ancora esistente.
Sono numerose le congregazioni della Misericordia: i Preti della Misericordia, le Suore della Misericordia d'Irlanda, delle Americhe, d'Australia, di Billom, di Bordeaux, di San Carlo Borromeo di Wez, di San Carlo Borromeo di Praga, di San Carlo Borromeo di Mikołów, di Sées, di Verona, le Figlie della Misericordia, le Figlie della Misericordia e della Croce, le Canonichesse Regolari Ospedaliere della Misericordia di Gesù, le Figlie della Misericordia Francescane, le Suore Francescane della Misericordia di Lussemburgo e Opava, le Figlie di Nostra Signora della Misericordia, le Suore della Beata Vergine Maria della Misericordia, le Suore di Carità di Nostra Signora, Madre della Misericordia, le Suore Francescane Figlie della Misericordia, le Suore di Nostra Signora della Misericordia, le Suore Ospedaliere della Misericordia, i Fratelli della Beata Maria Vergine Madre della Misericordia, i Fratelli della Misericordia di Montabaur e di Maria Ausiliatrice, i Fratelli di Nostra Signora della Misericordia, le Ancelle e i Figli dell'Amore Misericordioso di Collevalenza.
Misericordia è il nome di una daga corta, con lama robusta a doppio filo, adatta a penetrare le maglie della corazza per finire il nemico ferito o agonizzante, diffusa dal XIV al XVII secolo.
La Madonna della Misericordia nell'iconografia dal XIII secolo è rappresentata in piedi, nell'atto di accogliere sotto il suo ampio manto i fedeli o i religiosi a lei devoti, di solito inginocchiati in preghiera.
Nel parlare comune "Misericordia!" è un grido di meraviglia o di dolore. Altri modi di dire sono: avere viscere di misericordia (essere portati a esercitare opere di bene, avere indole caritatevole); largo come la misericordia di Dio (larghissimo, sconfinato); per misericordia (per carità, per generosità, oppure: a malapena, a stento); uscire di misericordia (perdere il controllo di sé).